# Seberg
Seberg is een Brits-Amerikaanse biografische film uit 2019, geregisseerd door Benedict Andrews.

## Verhaal
De Amerikaanse actrice Jean Seberg wordt einde jaren 1960 door de FBI gevolgd via hun geheim COINTELPRO-programma nadat ze gelinkt wordt aan de Afro-Amerikaanse Hakim Jamal, lid van de Black Power-beweging.

## Rolverdeling
| Acteur              | Personage      |
| ------------------- | -------------- |
| Kristen Stewart     | Jean Seberg    |
| Jack O'Connell      | Jack Solomon   |
| Anthony Mackie      | Hakim Jamal    |
| Margaret Qualley    | Linette        |
| Colm Meaney         | Frank Ellroy   |
| Zazie Beetz         | Dorothy Jamal  |
| Vince Vaughn        | Carl Kowalski  |
| Yvan Attal          | Romain Gary    |
| Stephen Root        | Walt Breckman  |
| Cornelius Smith Jr. | Ray Robertson  |
| Jade Pettyjohn      | Jenny Kowalski |
| Ser'Darius Blain    | Louis Lewis    |
| James Jordan        | Roy Maddow     |

## Productie
In maart 2018 werd aangekondigd dat Kristen Stewart, Jack O'Connell, Anthony Mackie, Margaret Qualley en Colm Meaney waren toegevoegd aan de cast voor de film die toen nog de werktitel Against All Enemies droeg. In 2018 vervoegde Zazie Beetz de ploeg en in mei 2018 volgden Vince Vaughn, Yvan Attal en Stephen Root. In juni 2018 werden Cornelius Smith Jr. en Jade Pettyjohn toegevoegd en in juli Ser'Darius Blain. De filmopnamen gingen van start in juni 2018 in Los Angeles en eindigden op 2 augustus.

### Release en ontvangst
Seberg ging op 30 augustus 2019 in première op het Filmfestival van Venetië. De film kreeg gemengde kritieken van de filmcritici met een score van 42% op Rotten Tomatoes, gebaseerd op 26 beoordelingen.